# Kollagen-Typ 1α2
Kollagen-Typ 1α2 ist ein Strukturprotein, das im menschlichen Organismus vom Gen COL1A2 kodiert wird. Das COL1A2-Gen kodiert für eines der beiden Untereinheiten von Kollagen-Typ I, einem fibrillären Kollagen, das hauptsächlich in Bindegeweben vorkommt.
Mutationen im COL1A2-Gen werden mit Erkrankungen wie Osteogenesis imperfecta, dem kardial-valvulären bzw. arthrochalasien Typ des Ehlers-Danlos-Syndroms, idiopathischer Osteoporose und atypischen Formen des Marfan-Syndroms in Verbindung gebracht. Allerdings fallen die Symptome hier meist milder aus als bei Mutationen im COL1A1-Gen, das für die α1-Kette des Typ-I-Kollagens kodiert, da die α2-Kette in geringeren Mengen produziert wird. Die Entstehung verschiedener Transkriptvarianten dieses Gens lässt sich auf multiple Polyadenylierungssignale zurückführen, ein Mechanismus, der auch bei anderen Kollagenen typisch ist.